# Nazionale maschile di calcio del Malawi
La nazionale di calcio del Malawi è la rappresentativa nazionale calcistica dell'omonimo paese africano ed è posta sotto l'egida della Football Association of Malawi (anno di fondazione 1966, affiliazione alla FIFA l'anno seguente).
Non ha mai preso parte alla fase finale del campionato del mondo, mentre ha partecipato a due fasi finali della Coppa d'Africa, raggiungendo gli ottavi di finale nell'edizione del 2021. Nel palmarès figurano trofei a carattere regionale, come la Coppa CECAFA, in cui vanta tre successi (1978, 1979, 1988), e a livello continentale, come il bronzo raggiunto ai Giochi panafricani del 1987 sotto la guida tecnica di Reuben Malola.
Nella graduatoria FIFA, in vigore da agosto 1993, il miglior posizionamento raggiunto dal Malawi è il 67º posto del dicembre 1993, mentre il peggiore è il 138º posto di dicembre 2007; occupa il 133º posto della graduatoria.

## Storia
La nazionale del Malawi esordì come Nyasaland nel 1957 con una sconfitta per 5-0 contro la Rhodesia Settentrionale.
Nel 1984 si qualificò per la prima volta per la fase finale della Coppa d'Africa, dove raccolse un punto in tre partite, frutto di un pareggio per 2-2 con la Nigeria.
Nel 2010 si qualificò per la seconda volta nella sua storia alla fase conclusiva della Coppa d'Africa. Malgrado la storica vittoria per 3-0 all'esordio contro la più ben quotata Algeria, appena qualificatasi al mondiale sudafricano, il Malawi non superò il turno, arrivando quarto nel proprio girone.
Dopo oltre un decennio il Malawi si qualificò nuovamente alla fase finale della Coppa d'Africa, in occasione dell'edizione del 2021, svoltasi nel 2022. Qui raggiunse gli ottavi di finale per la prima volta, battendo in rimonta per 2-1 lo Zimbabwe, poi, nella fase a eliminazione diretta, affrontò il Marocco, che eliminò il Malawi battendolo per 2-1 nonostante l'iniziale vantaggio malawiano.

## Colori e simboli

### Divise storiche
| Coppa d'Africa 2010 | Coppa d'Africa 2010 | Coppa d'Africa 2010 | Coppa d'Africa 2010 |
| --- | --- | ------------------- | ------------------- |
| Casa | Trasferta |                     |                     |
| Manica sinistra · Manica sinistra · Maglietta · Maglietta · Manica destra · Manica destra · Pantaloncini · Pantaloncini · Calzettoni · Calzettoni | Manica sinistra · Manica sinistra · Maglietta · Maglietta · Manica destra · Manica destra · Pantaloncini · Pantaloncini · Calzettoni · Calzettoni |                     |                     |
| adidas | |                     |                     |

| 2011-2012 | 2011-2012 | 2011-2012 | 2011-2012 |
| --- | --- | --------- | --------- |
| Casa | Trasferta |           |           |
| Manica sinistra · Manica sinistra · Maglietta · Maglietta · Manica destra · Manica destra · Pantaloncini · Pantaloncini · Calzettoni · Calzettoni | Manica sinistra · Manica sinistra · Maglietta · Maglietta · Manica destra · Manica destra · Pantaloncini · Pantaloncini · Calzettoni · Calzettoni |           |           |
| Puma | |           |           |

| 2014 | 2014 | 2014 | 2014 |
| --- | --- | ---- | ---- |
| Casa | Trasferta |      |      |
| Manica sinistra · Manica sinistra · Maglietta · Maglietta · Manica destra · Manica destra · Pantaloncini · Calzettoni | Manica sinistra · Manica sinistra · Maglietta · Maglietta · Manica destra · Manica destra · Pantaloncini · Calzettoni |      |      |
| Umbro | |      |      |

| 2014-2015                                                                           | 2014-2015                                                                           | 2014-2015 | 2014-2015 |
| ----------------------------------------------------------------------------------- | ----------------------------------------------------------------------------------- | --------- | --------- |
| Casa                                                                                | Trasferta                                                                           |           |           |
| Manica sinistra · Maglietta · Maglietta · Manica destra · Pantaloncini · Calzettoni | Manica sinistra · Maglietta · Maglietta · Manica destra · Pantaloncini · Calzettoni |           |           |
| Umbro                                                                               |                                                                                     |           |           |

| Coppa d'Africa 2021 | Coppa d'Africa 2021 | Coppa d'Africa 2021 | Coppa d'Africa 2021 |
| --- | --- | ------------------- | ------------------- |
| Casa | Trasferta |                     |                     |
| Manica sinistra · Manica sinistra · Maglietta · Maglietta · Manica destra · Manica destra · Pantaloncini · Pantaloncini · Calzettoni | Manica sinistra · Manica sinistra · Maglietta · Maglietta · Manica destra · Manica destra · Pantaloncini · Pantaloncini · Calzettoni |                     |                     |
| Moto | |                     |                     |

## Commissari tecnici
- Jack Chamangwana (1998-1999)
- Young Chimodzi (1999-2000)
- Kim Splidsboel (2001-2002)
- Alan Gillett (2003, ad interim)
- Edington Ng'onamo (2003-2004, ad interim)
- John Kaputa (2004)
- Yassin Osman (2004-2005)
- Michael Hennigan (2005, ad interim)
- Burkhard Ziese (2005-2006)
- Kinnah Phiri (2006-2007, ad interim)
- Stephen Constantine (2007-2008)
- Kinnah Phiri (2009-2012)
- Edington Ng'onamo (2012-2013, ad interim)
- Tom Saintfiet (2013, ad interim)
- Young Chimodzi (2013-2014)
- Ernest Mtawali (2015-2016)
- Ramadhan Nsanzurwimo (2016-2017)
- Gerald Phiri (2017)
- Ronny Van Geneugden (2017-2019)
- Meke Mwase (2019-2021)
- Mario Marinică (2021-2023)
- Callisto Pasuwa (2023)
- Patrick Mabedi (2023-)

## Palmarès
- Coppa CECAFA: 3

1978, 1979, 1988

### Altri piazzamenti
- Coppa COSAFA:

secondo posto: 2002, 2003
- Coppa CECAFA: 3

secondo posto: 1975, 1984, 1989
- Giochi panafricani:

terzo posto: 1987

## Partecipazioni ai tornei internazionali
Legenda: Grassetto: Risultato migliore, Corsivo: Mancate partecipazioni

| Coppa CECAFA - Dal 1973 al 1974 - Non partecipante - 1975 - Secondo posto - 1976 - Semifinali - 1977 - Terzo posto - 1978 - Campione - 1979 - Campione - 1980 - Terzo posto - 1981 - Primo turno - 1982 - Primo turno - 1983 - Quarto posto - 1984 - Secondo posto - 1985 - Terzo posto - 1987 - Ritirata - 1988 - Campione - 1989 - Secondo posto - 1990 - Primo turno - 1991 - Primo turno - 1992 - Quarto posto - Dal 1994 al 2005 - Non partecipante - 2006 - Quarti di finale - Dal 2007 al 2009 - Non partecipante - 2010 - Quarti di finale - 2011 - Quarti di finale - 2013 - Non partecipante - 2015 - Quarti di finale - Dal 2017 al 2021 - Non partecipante | Coppa COSAFA - 1997 - Primo turno - 1998 - Primo turno - 1999 - Primo turno - 2000 - Quarti di finale - 2001 - Semifinali - 2002 - Secondo posto - 2003 - Secondo posto - 2004 - Quarti di finale - 2005 - Semifinali - 2006 - Primo turno - 2007 - Primo turno - 2008 - Primo turno - 2009 - Quarti di finale - 2013 - Quarti di finale - 2015 - Quarti di finale - 2016 - Primo turno - 2017 - Primo turno - 2018 - Primo turno - 2019 - Quarti di finale - 2021 - Primo turno |

## Statistiche dettagliate sui tornei internazionali

### Coppa d'Africa
| Anno | Luogo                      | Piazzamento      | V | N | P | Gol |
| ---- | -------------------------- | ---------------- | - | - | - | --- |
| 1957 | Sudan                      | Non partecipante | - | - | - | -   |
| 1959 | Rep. Araba Unita           | Non partecipante | - | - | - | -   |
| 1962 | Impero d'Etiopia           | Non partecipante | - | - | - | -   |
| 1963 | Ghana                      | Non partecipante | - | - | - | -   |
| 1965 | Tunisia                    | Non partecipante | - | - | - | -   |
| 1968 | Impero d'Etiopia           | Non partecipante | - | - | - | -   |
| 1970 | Sudan                      | Non partecipante | - | - | - | -   |
| 1972 | Camerun                    | Non partecipante | - | - | - | -   |
| 1974 | Egitto                     | Non partecipante | - | - | - | -   |
| 1976 | Etiopia                    | Non qualificata  | - | - | - | -   |
| 1978 | Ghana                      | Non qualificata  | - | - | - | -   |
| 1980 | Nigeria                    | Non qualificata  | - | - | - | -   |
| 1982 | Libia                      | Non qualificata  | - | - | - | -   |
| 1984 | Costa d'Avorio             | Primo turno      | 0 | 1 | 2 | 2:6 |
| 1986 | Egitto                     | Non qualificata  | - | - | - | -   |
| 1988 | Marocco                    | Non qualificata  | - | - | - | -   |
| 1990 | Algeria                    | Non qualificata  | - | - | - | -   |
| 1992 | Senegal                    | Non qualificata  | - | - | - | -   |
| 1994 | Tunisia                    | Non qualificata  | - | - | - | -   |
| 1996 | Sudafrica                  | Non qualificata  | - | - | - | -   |
| 1998 | Burkina Faso               | Non qualificata  | - | - | - | -   |
| 2000 | Ghana / Nigeria            | Non qualificata  | - | - | - | -   |
| 2002 | Mali                       | Non qualificata  | - | - | - | -   |
| 2004 | Tunisia                    | Non qualificata  | - | - | - | -   |
| 2006 | Egitto                     | Non qualificata  | - | - | - | -   |
| 2008 | Ghana                      | Non qualificata  | - | - | - | -   |
| 2010 | Angola                     | Primo turno      | 1 | 0 | 2 | 4:5 |
| 2012 | Gabon / Guinea Equatoriale | Non qualificata  | - | - | - | -   |
| 2013 | Sudafrica                  | Non qualificata  | - | - | - | -   |
| 2015 | Guinea Equatoriale         | Non qualificata  | - | - | - | -   |
| 2017 | Gabon                      | Non qualificata  | - | - | - | -   |
| 2019 | Egitto                     | Non qualificata  | - | - | - | -   |
| 2021 | Camerun                    | Ottavi di finale | 1 | 1 | 2 | 3:4 |

## Tutte le rose

### Coppa d'Africa
Coppa d'Africa 1984P Mwkalula, D Chamangwana, D Chimodzi, D Chirwa, D Waya, C Malunga, C Thewe, A Msiya, A Phuka, ? Amosi, ? Billie, ? Chikunje, ? Majiga, ? Mbetewa, ? Mfarinya, ? Nyengo, CT: McLennan
Coppa d'Africa 20101 Sanudi, 2 Mgangira, 3 Chavula, 4 C. Msowoya, 5 Sangala, 6 Kamanga, 7 Mponda, 8 Ngwira, 9 Mwafulirwa, 10 Kamwendo, 11 Kanyenda, 12 Kafoteka, 13 Mwakasungula, 14 V. Nyirenda, 15 Ng'ambi, 16 Nthala, 17 Zakazaka, 18 Wadabwa, 19 Banda, 20 Nyondo, 21 M. Msowoya, 22 Swini, 23 H. Nyirenda, CT: Phiri
Coppa d'Africa 20211 Thomu, 2 Sanudi, 3 Petro, 4 Cholopi, 5 Chembezi, 6 C. Chirwa, 7 Mhone, 8 Idana, 9 Mbulu, 10 Madinga, 11 Mhango, 12 Fodya, 13 P. Banda, 14 Ngalande, 15 Chaziya, 16 Kakhobwe, 17 J. Banda, 18 Kalima, 19 Mzava, 20 Chester, 21 G. Chirwa, 22 Muyaba, 23 Thole, 24 Munthali, 25 Ndhlovu, 26 Davie, 27 Phiri, 28 Chimbalanga, CT: Marinică

## Rosa attuale
Lista dei convocati per le partite di qualificazione al campionato del mondo 2026 contro Liberia e Tunisia del 17 e 21 novembre 2023.
| N. | Pos. | Giocatore            | Data nascita (età) | Pres. | Reti | Squadra              |
| -- | ---- | -------------------- | ------------------ | ----- | ---- | -------------------- |
|    | P    | Brighton Munthali    | 11 dicembre 1997   | 35    | 0    | Blue Eagles          |
|    | P    | Innocent Nyasulu     | 16 aprile 1997     | 1     | 0    | Mighty Tigers        |
|    | P    | Austin Chirambo      | 31 dicembre 2003   | 0     | 0    | Nyasa Big Bullets    |
|    | D    | Stanley Sanudi       | 2 febbraio 1995    | 86    | 1    | Mighty Wanderers     |
|    | D    | Dennis Chembezi      | 15 gennaio 1997    | 44    | 0    | Black Leopards       |
|    | D    | Lawrence Chaziya     | 19 agosto 1998     | 14    | 1    | Mighty Wanderers     |
|    | D    | Nickson Mwase        | 20 febbraio 1997   | 9     | 0    | Silver Strikers      |
|    | D    | Daniel Chimbalanga   | 19 gennaio 1999    | 3     | 0    | MAFCO                |
|    | D    | Blessings Mpokera    | 2 aprile 2002      | 2     | 0    | Nyasa Big Bullets    |
|    | D    | Mark Lameck          |                    | 0     | 0    | Blue Eagles          |
|    | C    | John Banda           | 20 agosto 1993     | 91    | 7    | Songo                |
|    | C    | Chimwemwe Idana      | 7 settembre 1998   | 50    | 0    | Silver Strikers      |
|    | C    | Francisco Madinga    | 11 febbraio 2000   | 14    | 0    | Mighty Wanderers     |
|    | C    | Lanjesi Nkhoma       | 27 maggio 2002     | 10    | 2    | Nyasa Big Bullets    |
|    | C    | Lloyd Aron           | 8 gennaio 2003     | 9     | 0    | Civil Service United |
|    | C    | Chifundo Mphasi      | 17 ottobre 2004    | 8     | 1    | Shamuel              |
|    | C    | Patrick Mwaungulu    | 18 febbraio 2002   | 8     | 1    | Nyasa Big Bullets    |
|    | C    | Robert Saizi         | 5 luglio 2003      | 6     | 1    | Nyasa Big Bullets    |
|    | C    | Frank Willard        | 9 maggio 2001      | 5     | 0    | Nyasa Big Bullets    |
|    | C    | Wisdom Mpinganjira   | 8 luglio 2002      | 3     | 0    | Mighty Wanderers     |
|    | C    | Crispin Mapemba      |                    | 2     | 0    | Nyasa Big Bullets    |
|    | A    | Gabadinho Mhango     | 27 settembre 1992  | 68    | 17   | Moroka Swallows      |
|    | A    | Christopher Kumwembe | 21 gennaio 1997    | 9     | 1    | Mighty Wanderers     |
|    | A    | Olson Kanjira        | 29 marzo 1995      | 2     | 0    | Kamuzu Barracks      |